# Mainstream Sellout
Mainstream Sellout ist das sechste Studioalbum des US-amerikanischen Musikers Machine Gun Kelly. Es erschien am 25. März 2022 über die Labels Bad Boy Entertainment und Interscope Records und erreichte jeweils Platz eins der US-amerikanischen, kanadischen und australischen Albumcharts.

## Entstehung
Am 9. August 2021 kündigte Machine Gun Kelly ein neues Studioalbum mit dem Titel Born with Horns an und veröffentlichte ein Video, in dem er mit Travis Barker zu sehen ist. Beide haben sich diesen Titel auf ihre Unterarme tätowieren lassen. Am 2. Januar 2022 verkündete Machine Gun Kelly dann, dass er im Jahr 2022 gleich zwei Alben veröffentlichen werde. Schließlich verkündete er am 31. Januar 2022, dass der Albumtitel des ersten Albums in Mainstream Sellout geändert wurde.
Über die Beweggründe, den Albumtitel zu ändern erklärte Machine Gun Kelly, dass er vor dem Erfolg des Vorgängeralbums zu Beginn „weggelaufen und sich damit selbst sabotiert hätte“. Das Album hätte anfangs wie die erste Single Papercuts geklungen, was die Leute nicht gemocht hätten. Darüber hinaus wäre der neue Albumtitel an diejenigen Leute gerichtet, die Kellys Wechsel vom Rap zum Pop-Punk übel genommen hätten.

„Total viele Leute sagten der Typ kann keine Pop-Punk-Musik machen und ähnliches. In meinen Anfangsjahren, als ich 2010–2012 auf der Warped Tour war und für rund 30 Personen gespielt habe, hat keiner solchen Mist gesagt. Jeder hat mich unterstützt wo es ging, niemand hatte ein Problem mit mir. Ich wollte einfach einen Albumtitel der zusammenfasst wie die Hater, die ihre Fakten nicht checken, über mich denken. Ich habe ihnen mit ganzen zwei Worten den Wind aus den Segeln genommen.“

### Produktion und Mitwirkende
Das gesamte Album wurde von Travis Barker, der auch als Executive Producer fungierte, produziert. Weitere Produzenten waren BazeXX, Dark Waves, Jordan Fish, Oli Sykes, SlimXX und Machine Gun Kelly. Machine Gun Kelly und Dark Waves spielten bei allen Titeln Gitarren, Dark Waves zusätzlich noch den Bass und Travis Barker das Schlagzeug.

### Gastbeiträge
Bei acht der 16 auf dem Alben vertretenen Lieder sind neben Machine Gun Kelly weitere Musiker zu hören. Blackbear, Iann Dior und Pete Davidson traten bereits auf dem Vorgängeralbum Tickets to My Downfall als Gastmusiker auf. Der Rapper Lil Wayne ist auf Mainstream Sellout bei zwei Titeln zu hören. Dazu kommen noch Willow Smith, die Rapper Gunna und Young Thug sowie die britische Band Bring Me the Horizon.

### Covergestaltung
Am 14. März 2022 wurden die beiden Albumcover veröffentlicht. Auf dem Album der physischen Version sieht man Machine Gun Kelly, dessen Haut im silberner Farbe übermalt ist, so dass seine Tätowierungen nicht zu sehen sind. Er beugt sich nach vorne und sieht sein Spiegelbild auf seiner Gitarre. Der Albumtitel steht unten rechts. Bei dem Cover der digitalen Version steht Machine Gun Kelly leicht nach vorne gebeugt vor einer weißen Wand und hält eine schwarze Gitarre in der Hand. Auf dem Gitarrenhals ist „Sellout!“ zu lesen. Dabei wird er mit pinken Tomaten beworfen. Der Albumtitel steht in der rechten oberen Ecke. Dabei wird im Wort Mainstream das erste A als Anarcho-A stilisiert.

## Titelliste
| #  | Titel                | Gastbeiträge                      | Länge |
| -- | -------------------- | --------------------------------- | ----- |
| 1  | Born with Horns      |                                   | 2:27  |
| 2  | God Save Me          |                                   | 3:00  |
| 3  | Maybe                | Bring Me the Horizon              | 2:50  |
| 4  | Drug Dealer          | Lil Wayne                         | 2:52  |
| 5  | Wall of Fame         | Pete Davidson                     | 0:32  |
| 6  | Mainstream Sellout   |                                   | 1:47  |
| 7  | Make Up Sex          | Blackbear                         | 2:02  |
| 8  | Emo Girl             | Willow Smith                      | 2:39  |
| 9  | 5150                 |                                   | 2:54  |
| 10 | Papercuts            |                                   | 3:00  |
| 11 | WW4                  |                                   | 1:12  |
| 12 | Ay!                  | Lil Wayne                         | 2:04  |
| 13 | Fake Love Don’t Last | Iann Dior                         | 2:23  |
| 14 | Die in California    | Gunna, Young Thug & Landon Barker | 3:27  |
| 15 | Sid & Nancy          |                                   | 3:09  |
| 16 | Twin Flame           |                                   | 3:59  |

## Rezeption

### Rezensionen
Jake Richardson vom britischen Magazin Kerrang! schrieb, dass das Album zwar nicht schrecklich ist, aber das Feuer würde nicht so hell brennen wie einst. Für das schwächste Album von Machine Gun Kellys Rock-Ära vergab Richardson drei von fünf Punkten. Magnus Franz von laut.de beschrieb Mainstream Sellout als „ein Album, das den eigenen musikalischen Kosmos kaum bereichern wird, aber dennoch mit seinen eingängigen Melodien und treibenden Rhythmen in weiten Teilen viel Spaß macht“. Wer ein „energiegeladenes Hörerlebnis sucht ist genau an der richtigen Stelle“, allerdings bekommt man „ein paar unumgängliche Ladungen Fremdscham mit auf den Weg“.

### Musikpreise
Bei den American Music Awards 2022 gewann Machine Gun Kelly den Preis in der Kategorie Favorite Rock Artist und zudem wurde Mainstream Sellout in der Kategorie Favorite Rock Album nominiert.
| Jahr | Kategorie            | für                | Resultat  |
| ---- | -------------------- | ------------------ | --------- |
| 2022 | Favorite Rock Album  | Mainstream Sellout | Nominiert |
| 2022 | Favorite Rock Artist | Machine Gun Kelly  | Gewonnen  |

| Jahr | Kategorie       | für                | Resultat  |
| ---- | --------------- | ------------------ | --------- |
| 2023 | Best Rock Album | Mainstream Sellout | Nominiert |

### Bestenlisten
| Publikation | Liste                         | Werk               | Platz    |
| ----------- | ----------------------------- | ------------------ | -------- |
| Rock Sound  | The Rock Sound Albums of 2022 | Mainstream Sellout | J [ 12 ] |

## Kommerzieller Erfolg

### Chartplatzierungen
Machine Gun Kelly erreichte zum zweiten Mal Platz eins in den Vereinigten Staaten. In der ersten Woche nach der Veröffentlichung wurden rund 93.000 Album-äquivalente Einheiten verkauft, wovon 42.000 reine Albumverkäufe waren. Laut dem britischen Magazin Rocksound verkaufte Machine Gun Kelly lediglich 210 Einheiten weniger als Michael Bublé von seinem Album Higher, welches die Spitzenposition einnahm.
| ChartsChartplatzierungen       | Höchstplatzierung | Wochen |
| ------------------------------ | ----------------- | ------ |
| Deutschland (GfK)              | 3 (16 Wo.)        | 16     |
| Österreich (Ö3)                | 3 (19 Wo.)        | 19     |
| Schweiz (IFPI)                 | 7 (6 Wo.)         | 6      |
| Vereinigte Staaten (Billboard) | 1 (25 Wo.)        | 25     |
| Vereinigtes Königreich (OCC)   | 2 (8 Wo.)         | 8      |

| ChartsJahrescharts (2022)      | Platzierung |
| ------------------------------ | ----------- |
| Österreich (Ö3)                | 67          |
| Vereinigte Staaten (Billboard) | 121         |

### Auszeichnungen für Musikverkäufe
| Land/Region                  | Auszeichnungen für Musikverkäufe (Land/Region, Auszeichnung, Verkäufe) | Verkäufe |
| ---------------------------- | ---------------------------------------------------------------------- | -------- |
| Kanada (MC)                  | Platin                                                                 | 80.000   |
| Ungarn (MAHASZ)              | Platin                                                                 | 4.000    |
| Vereinigte Staaten (RIAA)    | Gold                                                                   | 500.000  |
| Vereinigtes Königreich (BPI) | Gold                                                                   | 100.000  |
| Insgesamt                    | 2× Gold · 2× Platin ·                                                  | 684.000  |